# Maschinenhaus Löbau

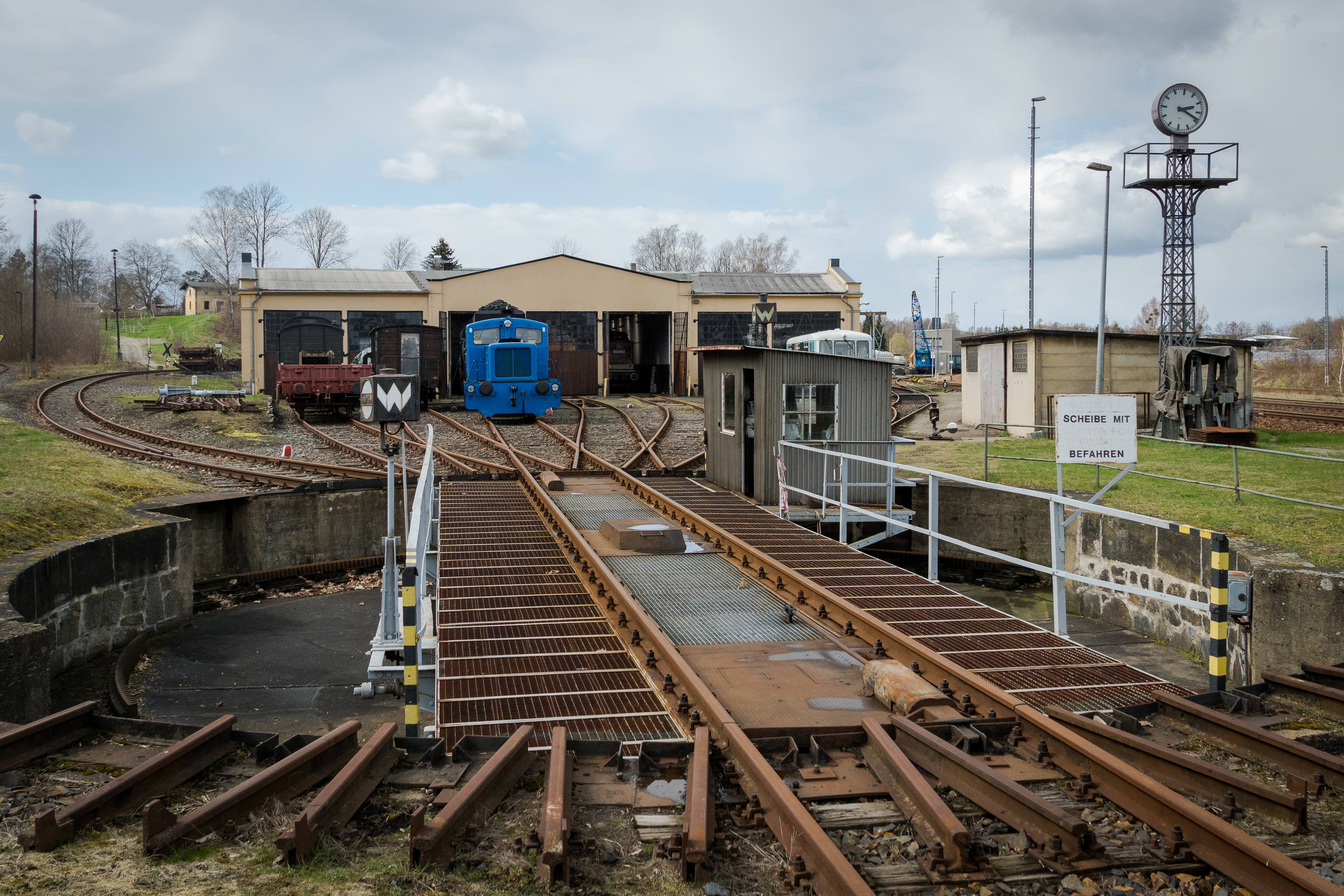
Das Maschinenhaus Löbau liegt in der westlichen Ausfahrt des Bahnhofes Löbau zwischen dem Streckengleis nach Ebersbach im Süden und der Hauptstrecke nach Dresden im Norden (Aufnahme 2021)

Das Maschinenhaus Löbau ist ein Eisenbahnmuseum in Sachsen. Es befindet sich im Bahnhof Löbau (Sachs) auf dem Gelände des früheren Bahnbetriebswerks. Eigentümer und Betreiber ist der Verein Ostsächsische Eisenbahnfreunde (OSEF).

## Geschichte

### Weg zum Bau des Maschinenhauses

Karte der Sächsisch-Schlesischen Eisenbahn (1848)

Den ersten Eisenbahnanschluss erhielt Löbau im Zuge des Baus der Bahnstrecke Görlitz–Dresden durch die Sächsisch-Schlesische Eisenbahngesellschaft (SSE) im Dezember 1846. Zur Betriebseröffnung besaß Löbau als vorläufiger Endbahnhof der Strecke bereits eine kleine Lokomotiv-Remise mit Wasserbrunnen. Ein reguläres Empfangsgebäude und ein Güterschuppen waren jedoch noch nicht vorhanden. Das „Adminstrationsgebäude“, also das Empfangsgebäude, wurde erst mit der Streckeneröffnung bis Görlitz am 1. September 1847 eingeweiht. Die anfänglich einfache Remise befand sich auf der Nordseite des Bahnhofes, auf dem Gelände, auf dem sich heute die Gütergleise befinden. Bereits 1847 wurde diese Remise erweitert. Es entstand ein zweigleisiges Heizhaus mit eigenständiger Wasserversorgung, bestehend aus Brunnen, Pumpe, Hochzisterne und Vorwämkessel. Darüber hinaus verfügte der Neubau über eine kleine Maschinenbauwerkstatt sowie eine Schreibstube und eine Lokführerstube mit Abort.
Bereits zwei Jahre vor dem Bau des Löbauer Bahnhofes war es zwischen den Direktionen der SSE und der Löbau-Zittauer Eisenbahngesellschaft (LZE) zu einem Streit über die Lage des später gemeinsam zu nutzenden Löbauer Bahnhofes gekommen, da die von einer Seite priorisierte Lage für die jeweils andere Seite einen erheblichen Mehraufwand bei der kostspieligen Bewegung großer Erdmengen zur Folge gehabt hätte. Der Streit wurde 1845 vom königlichen Ministerium des Inneren zu Gunsten des Vorschlages der SSE entschieden, wobei aber gleichzeitig eine leichte Anhebung des Höhenniveaus des Bahnhofes gefordert wurde. Die Gleise für den Bahnhofsteil der LZE wurden westlich neben den Durchgangsgleisen der SSE angelegt. Die Höherlegung des Bahnhofsniveaus kostete die LZE eine Entschädigung von 40.000 Thalern. Durch diesen Streit waren für die Trasse der Löbau-Zittauer-Eisenbahn neue Planungsarbeiten nötig, sodass der ursprünglich geplante Eröffnungstermin am 1. Juli 1846 nicht gehalten werden konnte.
Durch erhöhte Baukosten geriet die LZE in den Jahren 1846/47 in große finanzielle Schwierigkeiten. Da eine Erhöhung des Aktienkapitals nicht den nötigen Erfolg brachte, sprang das königliche Ministerium des Inneren ein, machte seine Hilfe aber von einer Übereinkunft der LZE mit der SSE über die spätere Betriebsführung auf der Strecke Löbau–Zittau abhängig. Nachdem diese und weitere Übereinkünfte zur gemeinsamen Nutzung von „Locomotiv-, Coak- und Wagenschuppen“ getroffen waren, finanzierte der Sächsische Staat ab dem 1. April 1847 den Weiterbau der Strecke zwischen Löbau und Zittau. Entgegen dieser Übereinkunft musste die LZE im Bahndreieck zwischen den westlichen Ausfahrten nach Dresden und Zittau, also etwa auf dem Gebiet des heutigen Maschinenhauses, im September 1847 einen eigenen Wagenschuppen errichten.
Am 10. Juni 1848 konnte der Verkehr auf der 34 km langen eingleisigen Strecke von Löbau nach Zittau aufgenommen werden. Die Betriebsführung wurde, wie vertraglich vereinbart, komplett von der SSE übernommen. Für die Mitnutzung der Gebäude und Betriebseinrichtungen der SSE am Bahnhof Löbau sowie für Rangierdienste von Güterwagen vom Bahnhofsteil der LZE auf den der SSE musste die LZE Mietzinsen und Abfindungen an die SSE leisten. Auch für die Erweiterung der Lokomotiv-Remise 1847 musste die LZE teilweise finanziell geradestehen. Die Lokomotiven der LZE waren im Lokschuppen Zittau stationiert. In der Löbauer Remise war lediglich eine Reservemaschine untergebracht.
Das sächsische Finanzministerium unterstützte bereits im September 1848 in einem Beschluss den Gedanken der Erweiterung der LZE bis ins böhmische Reichenberg. Eine entsprechende Genehmigung der K. k. österreichischen Regierung für eine Bahnlinie von Pardubitz nach Reichenbach wurde 1852 erteilt und 1853 in einem Staatsvertrag mit Sachsen besiegelt. Im Auftrag des sächsischen Staates trat der Direktor der LZE, Christian Exner, ab Januar 1855 als „provisorisches Komitee“ für die neue „Gesellschaft der Zittau-Reichenberger Eisenbahn“ (ZRE) auf. Da der Aktienverkauf nur zögerlich vorankam, übernahm die sächsische Staatsregierung am Ende 96 % statt nur wie geplant 25 % des Anlagekapitals der ZRE. Im Juli 1855 fusionierten die LZE und die ZRE zum „Direktorium der Löbau-Zittauer und Zittau-Reichenberger Eisenbahn-Gesellschaften“. Die Bauarbeiten zur Errichtung der Strecke begannen 1855 am Neißeviadukt und wurden Ende 1859 abgeschlossen.
Durch die Erweiterung der Strecke nach Reichenbach und die damit verbundenen Umbauten am Bahnhof Zittau wurde in Löbau die Errichtung eines neuen Lokomotiv-Maschinenhauses nötig, da die vorhandenen Kapazitäten im Lokschuppen absolut nicht mehr ausreichend waren. Die Nutzung der neu zu errichtenden Anlagen durch den gesamten Löbauer Lokomotivbetrieb wurde in einem Vertrag zwischen der LZR, der ZRE, der 1851 verstaatlichten SSE und der für die Aufsicht über die SSE zuständigen Staatseisenbahndirektion Dresden geregelt. Um Baufreiheit zu schaffen, wurde der 1847 zwischen den Gleisen der SSE und der LZE am Westende des Bahnhofes errichtete Wagenschuppen der LZE ans Ende der Kopfbahnhofgleise neben das Empfangsgebäude versetzt. Anschließend begann man mit dem Bau des Maschinenhauses nach den Plänen des Finanzrates im Maschinenwesen bei der Dresdner Direktion der Sächsischen Staatseisenbahn Max Maria von Weber. Bereits im Dezember 1859 ist die Überstellung schadhafter Fahrzeuge zur Reparatur in die in Löbau neu erbaute Maschinenwerkstatt überliefert.

### Aufbau und erste Betriebsjahre

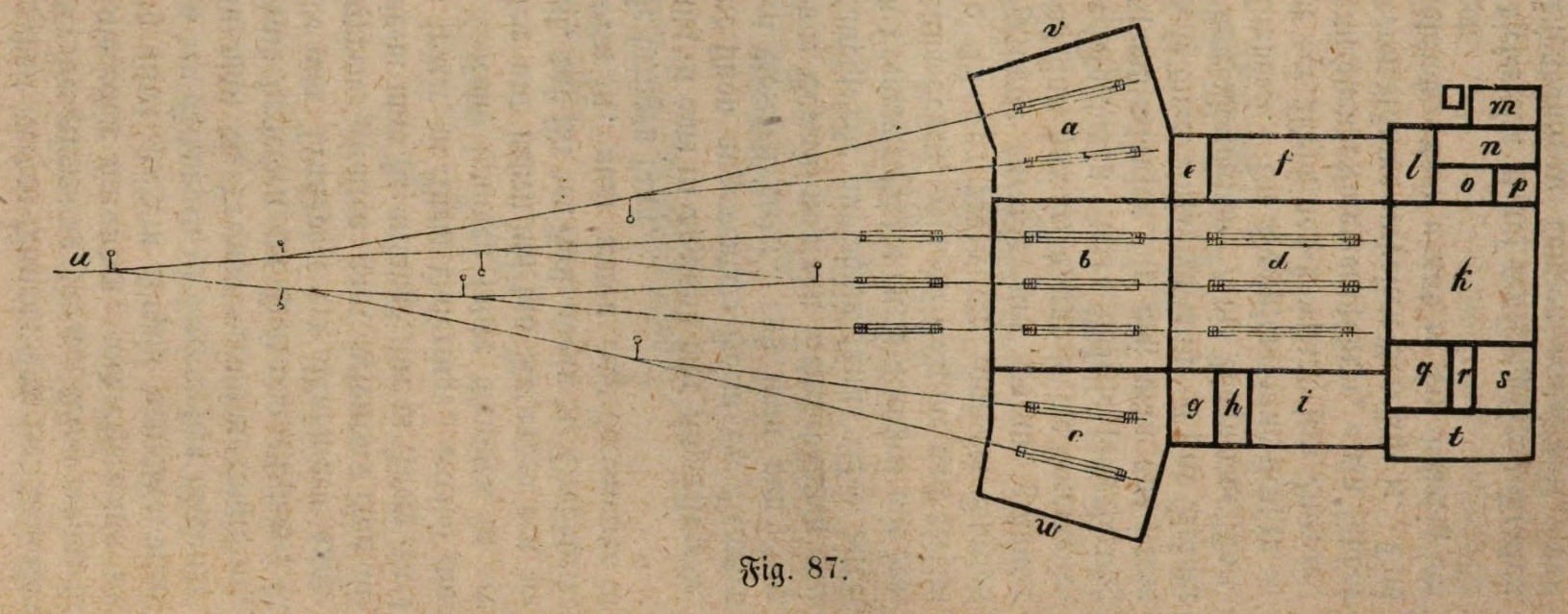
Zeichnung des Maschinenhauses Löbau (1862). Bezeichnungen: a, b und c – Lok-Stände, u – Weiche zum Hauptgleis, d – Reparaturstände, f – Werkstatt, i – Schmiede, h – Dreherei, n – Dampfmaschine, m – Kesselhaus, l – Büro, g – Lokführerstube, e – Putzerstube.

Bei der Planung des neuen Maschinenhauses Löbau orientierte sich von Weber an einem größeren Bau in England. Den Kern der neuen „Maschinenreparatur-Nebenwerkstätte zu Löbau“ bildet ein rechteckiger Lokschuppen mit drei parallel nebeneinanderliegenden Gleisen, auf denen je zwei Lokomotiv-Stände hintereinander angeordnet sind. An dieses Gebäude sind links und rechts Seitenflügel angebaut in dessen vorderem Teil zwei weitere jeweils um 7° angewinkelte Lokomotiv-Stände untergebracht sind. Diese Stände wurden als Reparaturwerkstatt für schadhafte Lokomotiven genutzt. Den hinteren Teil der Seitenflügel bilden Werkstatträume für Schlosserei und Schmiede, die in ihrer Breite etwa einem Lokomotiv-Stand entsprechen. Auf den Dachfirsten der Remisen befanden sich anfänglich noch Oberlichter, welche trotz etlicher Schornsteine und Rauchabzüge bald rußgeschwärzt waren.
An der Rückseite des Lokschuppens und der Werkstatträume schließt sich auf der gesamten Breite ein rechteckiges Sozialgebäude an. In dessen Untergeschoss waren der Brunnenraum, das Bad, ein Maschinenraum mit Dreherei und Lager untergebracht. Das Obergeschoss beherbergte einen Zisternenraum, in dem vier Wasserspeicher mit einem Gesamtvolumen von knapp 35 Kubikmetern untergebracht waren, sowie zwei Dienstwohnungen. An der Südwestecke des Sozialgebäudes schließt sich an den Brunnenraum ein einstöckiger Anbau für das Kesselhaus nebst Schornstein an. Die Zufahrt zu den einzelnen Lokomotivständen wurde durch eine Weichenstraße gewährleistet. Zur Versorgung der Lokomotiven mit Kohle wurde nördlich des Maschinenhauses ein Kohlegleis mit Kohlenladerampe angelegt. 1860 wurde auf dieser Rampe ein Kohlenschuppen errichtet.

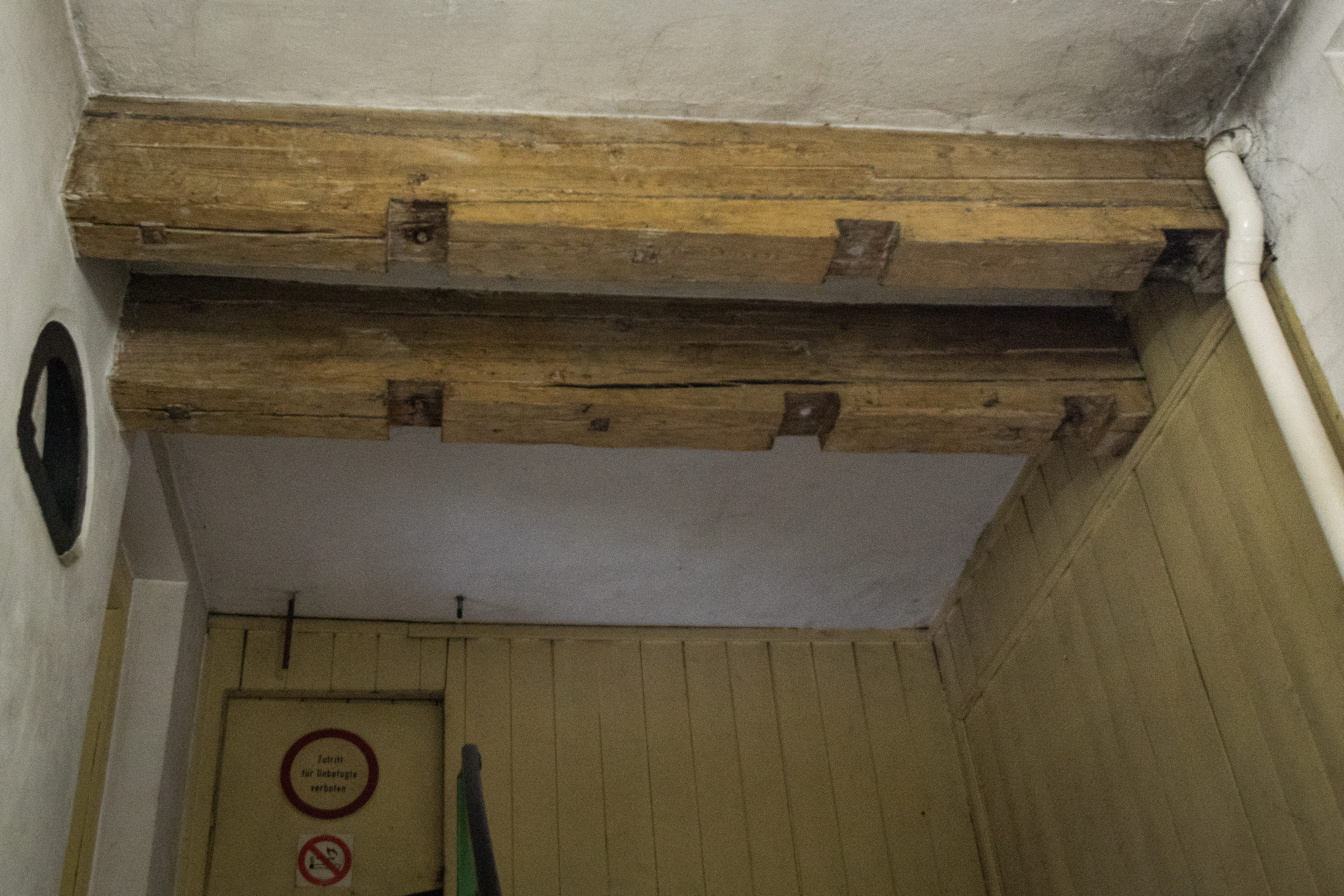
An den heute noch vorhandenen massiven Deckenbalken im Erdgeschoss des Sozialgebäudes war zur Gründungszeit des Maschinenhauses die Transmission befestigt (Aufnahme 2021)

Um die Werkzeugmaschinen in der Dreherei und die Wasserpumpe des Brunnens betreiben zu können, war die Installation einer Dampfmaschine nötig. Dazu wurde im Gebäude ein Lokomobil installiert, welches seine Bewegungsenergie über eine an der Decke aufgehängten Transmission an die Maschinen weitergab. Der Dampf zum Betrieb des Lokomobils wurde im Kesselhaus erzeugt. Bereits im Jahr 1868 wurden das angebaute Kesselhaus erweitert, um einen größeren Dampfkessel einbauen zu können.
Neben den zu Beginn durch die LZE beschafften fünf Dampflokomotiven der Bauart 1B aus der Lokomotivfabrik Cockerill in Seraing in Belgien wurden im Löbauer Maschinenhaus auch die in den späten 1850er Jahren von Hartmann aus Chemnitz beschafften Lokomotiven der ZRE untergebracht und repariert. Bereits in den späten 1860er Jahren wurden die Cockerill-Maschinen ausgemustert und durch neu angeschaffte Lokomotiven von Hartmann ersetzt oder nach Schäden am Dampfkessel mit Neubaukesseln modernisiert. Mit der Eröffnung des ersten Abschnittes der Südlausitzer Staatseisenbahn zwischen Zittau und Großschönau wirkte die sächsische Staatsregierung auf die Verstaatlichung der LZE hin. Ab dem 1. Januar 1871 wurde die gesamte LZE und damit auch das komplette Maschinenhaus Eigentum der Königlich Sächsischen Staatseisenbahn.
Zwischen 1875 und 1878 wurde der Bahnhof in Löbau umfangreich umgebaut. Dabei wurde der Bahnhof im Osten verlängert. Die Weißenberger Brücke wurde an ihrem Nordende um drei weitere Brückenbögen verlängert, um Platz für die neu anzulegenden Gütergleise im Norden zu schaffen. Die seit der Bahnhofseröffnung dort befindliche alte Remise mit Wasserstation musste dafür abgetragen werden. Da die Kapazität der im Maschinenhaus eingerichteten Wasserstation für die Versorgung der Wasserkräne auf dem Bahnhof nicht ausreichte, wurde unterhalb des Viaduktes über das Löbauer Wasser eine neue Pumpstation und am Südostende des Bahnhofes eine neue Wasserstation errichtet. Um zukünftig auch Güterzügen von der Strecke aus Zittau und der am 1. November 1873 eröffneten Bahnlinie aus Ebersbach (Sachs) die direkte Einfahrt in die neuen Gütergleise zu ermöglichen, musste auch die südwestliche Bahnhofseinfahrt inklusive der Zufahrt zum Maschinenhaus umfangreich umgebaut werden.
Anstelle der Weichenstraße wurde eine Drehscheibe mit einem Durchmesser von 12 m eingebaut. Schon die Planung dieser Drehscheibe stellte eine besondere Herausforderung dar. Einerseits sollte zwischen Drehscheibe und Maschinenhaus genug Raum zur Abstellung von Lokomotiven bleiben, andererseits wurde die Position im Süden durch die neue Einfahrt aus Zittau und Ebersbach und im Norden durch das direkt neben dem Maschinenhaus vorbeiführende Kohlenladegleis eingeschränkt. Grube für die Drehscheibe wurde vom Maurermeister Stülpner bis Mai 1877 fertiggestellt. Durch Lieferschwierigkeiten verzögerte sich der anschließende Einbau der Eisenkonstruktion. Während die von der „Maschinenfabrik und Eisengießerei Theophil Washington Beyer & Comp.“ in Dresden gelieferte Brückenkonstruktion schon vorhanden war, ließen die Gleisteile der Einfassung der Grube aus der Königin Marien Hütte in Cainsdorf noch bis zum 31. Juli 1877 auf sich warten. In dieser Zeit konnte das Maschinenhaus nur eingeschränkt genutzt werden, da nicht alle Lokomotiv-Stände eine Zufahrt hatten. Am 13. Oktober 1877 konnte die Drehscheibe schlussendlich in Betrieb genommen werden. Die Drehscheibe verfügte über einen Antrieb per Handkurbel und einen Luftmotor, der über eine Druckluftleitung von der zu drehenden Lokomotive gespeist werden musste. Im Jahre 1879 wurde an der nordwestlichen Seite des Maschinenhauses ein Eisenmagazingebäude, welches heute unter anderem die Geschäftsstelle des OSEF e. V. beherbergt, errichtet. Darüber hinaus ist aus Revisionsakten das Vorhandensein einer Radversenkung im Mittelbau des Maschinenhauses dokumentiert. Mit Hilfe dieser Einrichtung konnten Lokomotivachsen unter der Maschine abgesenkt, anschließend quer verfahren und im Nachbargleis wieder angehoben werden. Über das mittlere Gleis des Maschinenhauses konnten diese dann direkt bis in die Dreherei-Werkstatt gerollt werden.

### Bedeutungsverlust um die Jahrhundertwende
Um 1891 erschloss die Stadtgemeinde Löbau ergiebige Quellgebiete bei Kleindehsa und konnte fortan auch die Wasserstation am Ostende des Bahnhofes sowie die übrigen Bahnhofsgebäude mit ausreichend Wasser versorgen. Die Pumpstation am Löbauer Wasser wurde nicht mehr gebraucht und 1893 abgerissen. 1885 wurde auch das Maschinenhaus über eine Fernleitung an diese Wasserversorgung angeschlossen, sodass die hauseigene Wasserstation nur noch zur Reserve vorgehalten wurde. Nach 1890 verlor das Maschinenhaus auch schrittweise seine Bedeutung als Fahrzeugreparatur-Nebenwerkstätte. Die Dreherei und Schlosserei wurden aufgegeben und zu Sozial-, Dienst- und Lagerräumen umgebaut. In der Folge dessen war auch der aufwändige Kesselhausbetrieb im Maschinenhaus unnötig geworden. Das vorhandene Lokomobil wurde mit einem eigenen kleineren beheizbaren Dampfkessel ausgestattet. Der große Kessel im Kesselhaus sowie der daran angebaute Schornstein wurden bis 1900 abgetragen. Um 1904 ist ein Ersatz des Dampfkessels am Lokomobil dokumentiert. Nachdem im selben Jahr die städtischen Wasserpreise angehoben wurde erwog die Generaldirektion der Königl. Sächs. St. E. B. doch wieder voll auf die als Reserve vorgehaltene Wasserstation im Maschinenhaus zurückzugreifen. Dies scheiterte allerdings an der mangelhaften Qualität des dortigen Quellwassers.

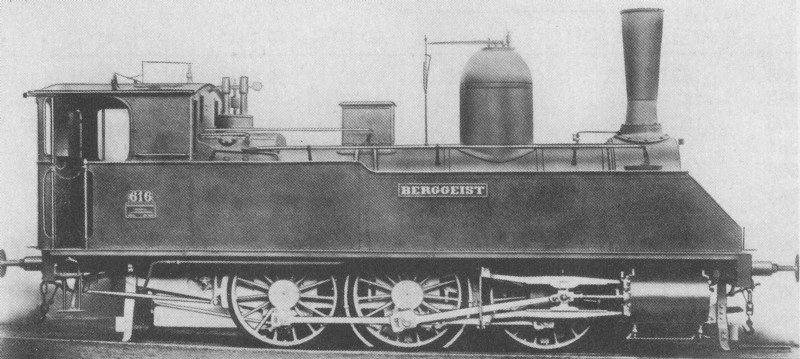
Lokomotive „Berggeist“ der sächsischen Gattung V T

Auch am Lokomotiveinsatz im Löbauer Maschinenhaus ergaben sich um die Jahrhundertwende Neuerungen. Zu den in den 1870er Jahren von Hartmann beschafften Lokomotiven der sächsischen Gattung III mit der Bauart 1B n2 kamen mit Zunahme des Verkehrs auf ab 1895 abschnittsweise eröffneten Linie Löbau – Weißenberg (– Radibor) Tenderlokomotiven der sächsischen Gattung V T mit der Bauart C n2.

### Umfangreiche Ausbaupläne am Bahnhof Löbau
Bereits ab 1908 gab es Planungen für einen umfangreichen Aus- und Umbau der Bahnanlagen in Löbau. Wesentliche Teile der Planungen waren unter anderem die Einbindung einer Neubaustrecke von Obercunewalde, der Bau eines neuen großen Güterbahnhofes an der Strecke in Richtung Dresden bei Laucha, der Neubau eines größeren Rundlokschuppens westlich des jetzigen Maschinenhauses und die Einrichtung einer Wagenreparaturwerkstatt. Um niveaugleiche Kreuzungen der Güterzugeinfahrten in den neuen Verschiebebahnhof aus Ebersbach, Zittau und Cunewalde zu vermeiden, waren zusätzlich aufwändige Überbrückungsbauwerke über die durchgehenden Gleise der Bahnstrecke Dresden-Görlitz angedacht.
Erster Schritt zur Umsetzung dieser Pläne war die Einrichtung der Wagen-Betriebswerkstatt. Die Werkstätte wurde etwa 2 km vor dem Bahnhof Löbau an der nur schwach befahrenen Strecke Löbau–Radibor angebunden. Die Werkstatt nahm ihren Betrieb, verzögert durch den Ersten Weltkrieg, erst 1918 auf. Für die Einbindung der Strecke aus Cunewalde wurde zeitweilig der Abbruch des nördlichsten Lokomotiv-Stands des Maschinenhauses in Betracht gezogen. Da zu diesem Zeitpunkt nur noch sieben Maschinen in Löbau untergebracht waren, hätte der vorhandene Platz trotz des Abbruches für die zusätzlichen Lokomotiven aus Cunewalde ausgereicht. Die Umsetzung der weiteren Vorhaben und auch die Fertigstellung der Strecke aus Cunewalde scheiterte an den damit verbundenen hohen Kosten, dem Ersten Weltkrieg und den daraus resultierenden wirtschaftlichen Problemen der Folgezeit.
Durch einen Staatsvertrag der deutschen Länder gingen am 1. April 19 alle Länderbahnen in den Besitz des Deutschen Reiches über. Der Bahnhof Löbau lag fortan in der Zuständigkeit Reichsbahndirektion Dresden der neu gegründeten Deutschen Reichsbahn. In den frühen 1920er Jahren wurden mit Verweis auf den zu erwartenden baldigen Abriss nur dringend notwendige Reparaturen am Maschinenhaus genehmigt. Beispielsweise die zur Staubminderung bei der noch immer manuell erfolgenden Kohlenladung an der Kohlenrampe beantragten Wasserzapfstellen wurden abgelehnt. Im Sozialgebäude hingegen wurde das Bad durch Einbau einer Zinkbadewanne und eines neuen Zugangs modernisiert. Der sonstige bauliche Zustand des Gebäudes ließ stark zu wünschen übrig. In Gesprächsprotokollen aus den Reichsbahn-Neubauamt Löbau sind unter anderem Undichtigkeiten am gesamten Dach sowie der schlechte Zustand der Öfen überliefert. Die Pläne zum Umbau des Heizhauses wurden 1924 endgültig verworfen.
Im Maschinenhaus kam es bei der Speisung von Lokomotiven durch die lange Zuleitung von der Wasserstation an Ostseite des Bahnhofes immer wieder zu Druckabfällen und in der Folge dessen zu Verzögerungen. Nachdem Pläne zur Verbindung der Hochzisternen im Maschinenhaus mit der Wasserstation am Bahnhof scheiterten, beantragte das Werkstättenamt Dresden beim Löbauer Stadtrat einen eigenen Wasseranschluss für das Maschinenhaus, welcher auf Grund seiner Störanfälligkeit bereits 1926 erneuert wurde. Nachdem ab dem 1. Januar 1925 ein neuer Vertrag über die Wasserversorgung durch die Stadt Löbau galt, wurde die Wasserstation im Maschinenhaus außer Betrieb genommen, das Lokomobil und auch die Zisternenbehälter im Obergeschoss bis 1927 ausgebaut. Die frei werdenden Räume wurden für den Einbau einer Abortanlage im Untergeschoss und die Verlegung der Übernachtungsräume für Lokpersonale ins Obergeschoss genutzt. Die Strecke von Obercunewalde wurde letztendlich 1928 fertiggestellt und an der Südseite des Maschinenhauses vorbei in den Bahnhof eingebunden. Um den nötigen Platz zu gewinnen, wurden die bestehenden Einfahrtsgleise der Strecken aus Zittau und Ebersbach verrückt und der Kopfbahnhof erneuert.

### Das Maschinenhaus wird Bahnbetriebswerk
In den folgenden Jahren wurden viele überfällige Modernisierungen in der Lokeinsatzstelle Löbau vorgenommen. 1933 wurde an den Kohlegleisen ein Einheitsdrehkran mit einem 1,85-kW-Motor aufgestellt. Der Kran konnte bei 4 Meter Ausladung 1,5 t Kohle in stählernen Hunten heben, um die Lokomotiven mit Kohle zu versorgen. Zur Versorgung der ab 1935 von der Deutschen Reichsbahn beschafften Leichtverbrennungstriebwagen der VT 135 wurden in den zwei südlichen Ständen des Maschinenhauses entsprechende Versorgungseinrichtungen eingebaut. Ein Dieseldepot wurde im Erdreich dahinter angelegt.

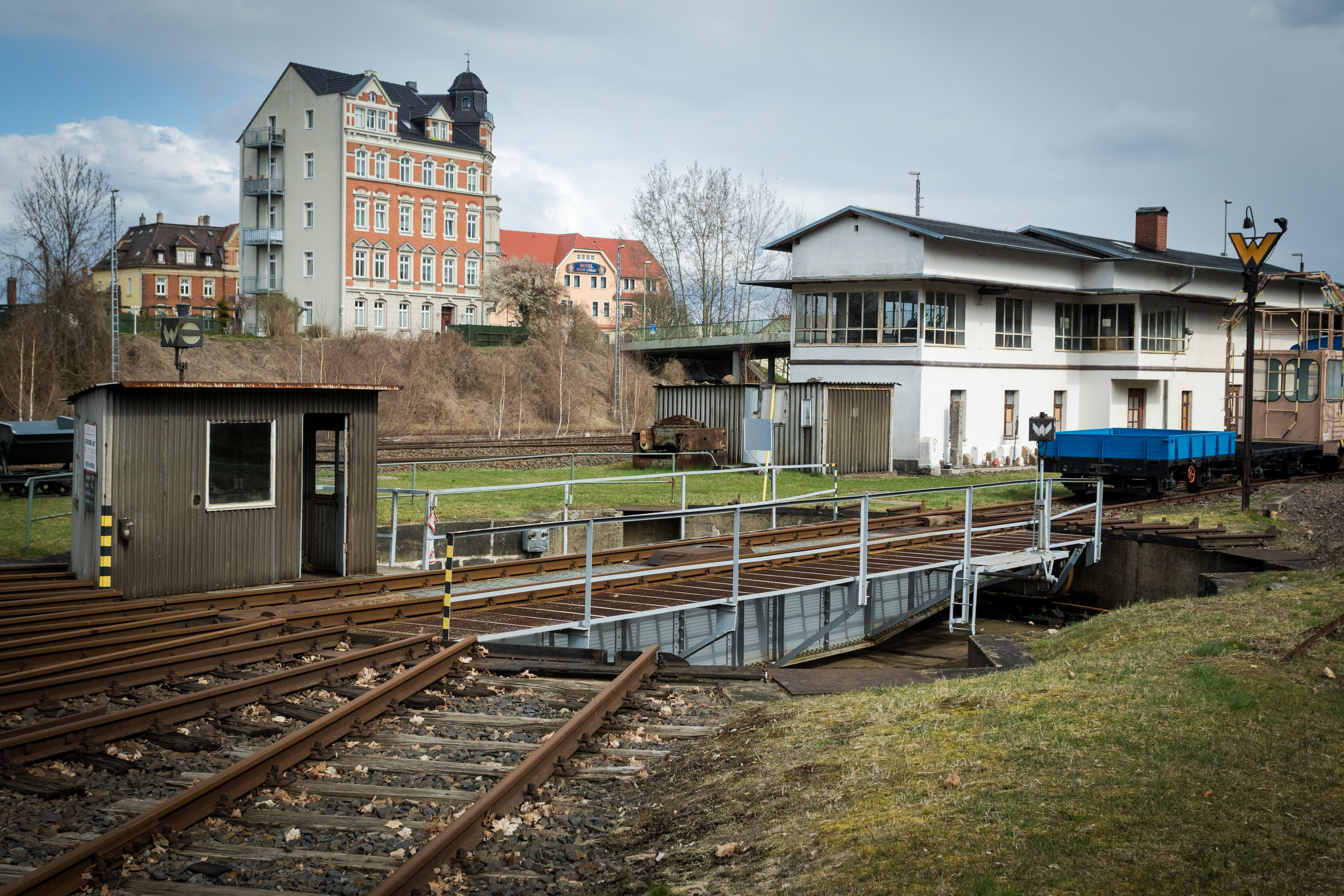
1936 wurde die zu klein gewordene 12 m Drehscheibe durch eine 15 m Segmentdrehscheibe ersetzt (Aufnahme 2021)

Die Zwölf-Meter-Drehscheibe wurde 1936 ersetzt. Der Einbau einer zeitgemäßen Drehscheibe mit einer Brückenlänge von 20 oder 23 Metern war auf Grund der beengten Platzverhältnisse nicht möglich. So entschied man sich für eine 15-Meter-Segment-Drehscheibe. Der Mittelpunkt der alten Drehscheibe und die Grubenbegrenzung in den Seitenbereichen wurden beibehalten, während die Grube in Richtung des Maschinenhauses und des Bahnhofes in einem Winkel von 118° um jeweils 1,5 Meter verbreitert wurde. Am nordwestlichen Ende der Brücke wurde ein Bedienungshaus mit der elektrischen Maschinenanlage installiert. Die Energieversorgung wurde über das Mittellager, den sogenannten Königsstuhl, realisiert. Die begrenzte Länge der eingebauten Schwenkscheibe bestimmte fortan maßgeblich den Fahrzeugeinsatz im Maschinenhaus. Darüber hinaus ist für den Zeitraum zwischen 1933 und 1939 die Erneuerung des Daches und des Anstriches der Außenfassade dokumentiert. Nicht genau datieren lässt sich der Umbau der bis dahin als Rundbogen ausgeführten Einfahrten in die Lokomotiv-Stände auf Rechtecktore. Dieser muss allerdings ebenfalls bis 1940 stattgefunden haben.
Ab dem 1. Januar 1937 wurde die bisherige Lokeinsatzstelle Löbau zum Bahnbetriebswerk aufgewertet. Die seit der Abstellung der alten sächsischen Gattungen III und IIIb ab 1926 eingesetzten DR-Baureihen 713 und 57 hatten Löbau bis 1933 wieder verlassen. Stattdessen gehörten Lokomotiven der Baureihen 755, 913-18 und 9420-21 zum Bestand des neu eingerichteten BW Löbau. Im August 1939 erhielt das BW Löbau fünf Exemplare der Baureihe 64. Die von Löbau aus eingesetzten Dieseltriebwagen VT 135 blieben beim BW Dresden-Pieschen.

### Kriegsfahrplan und kompletter Zusammenbruch
Mit dem Überfall der deutschen Wehrmacht auf Polen wurde auch der Eisenbahnverkehr Stück für Stück den Anforderungen der Kriegswirtschaft unterworfen. Mit Beginn des Krieges gegen die Sowjetunion wurden die Leichtverbrennungstriebwagen abgestellt, um Diesel zu sparen. Auch die erst wenige Jahre zuvor nach Löbau gekommenen Lokomotiven der Baureihe 64 mussten wieder abgegeben werden und wurden durch die Baureihe 755 ersetzt. Darüber hinaus waren weiterhin Lokomotiven der Baureiche 9420-21 in Löbau stationiert. Für die ab 1943 beschaffte Kriegsdampflokomotive der Baureihe 52 sind während der Kriegsjahre keine Bestandsnachweise für das BW Löbau mehr erhalten.
Im Verlauf des Krieges wurden mehr und mehr auch Eisenbahner zum Fronteinsatz eingezogen, sodass später auch Frauen, Kriegsgefangene und Zwangsarbeiter zum Einsatz kamen. Im BW Löbau ist von Oktober 1944 bis Kriegsende der Einsatz von neun belgischen Staatsbürgern als Heizer im Rangier- und Nahgüterzugdienst dokumentiert. Mit dem Ende des Krieges brach auch um Löbau der Eisenbahnverkehr komplett zusammen. Mit sinnlosen Brückensprengungen zur Deckung ihres Rückzuges kappte die Wehrmacht sämtliche Gleisverbindungen von und nach Löbau. Auch die Weißenberger Brücke über das Westende des Bahnhofes wurde dabei zerstört. Das BW Löbau selbst blieb aber von direkten Kriegseinwirkungen verschont und verfügte zum Kriegsende noch über zwei einsatzfähige Lokomotiven.

### Neubeginn nach 1945
Nach Kriegsende konnte der Eisenbahnverkehr nur langsam wiederaufgenommen werden. Bereits am 1. September 1945 ging mit dem Befehl Nr. 8 der Sowjetischen Militäradministration der Eisenbahnbetrieb in die Verwaltung der deutschen Eisenbahner über. Der durchgängige Zugverkehr zwischen Görlitz und Dresden konnte nach behelfsmäßiger Wiederherstellung der gesprengten Brücken erst am 10. November 1945 wieder aufgenommen werden. Ab 1946 folgte die flächendeckende Demontage der Parallelgleise, um diese als Reparationsgut an die Sowjetunion liefern zu können.
Für den Sommer 1945 ist mit 52 1572 die letzte zuverlässige Quelle über eine im BW Löbau beheimatete Lok der Baureihe 52 vorhanden. Für die Nachkriegsjahre waren weiterhin Lokomotiven der Baureihen 755 um 9420-21 tonangebend. Später kamen auch Maschinen der Baureihen 754 und 7510-11 nach Löbau. Ende 1951 verlor das Maschinenhaus Löbau den Status des Bahnbetriebswerkes und wurde nun Lokeinsatzstelle des BW Bautzen. Ab dem Jahresende 1952 fand den in umgebauten Räumlichkeiten der ehemaligen Dienstwohnungen im Sozialgebäude des Maschinenhauses der praktische Teil der Lehrausbildung für Lehrlinge im Betriebs- und Verkehrsdienst der Deutschen Reichsbahn statt.

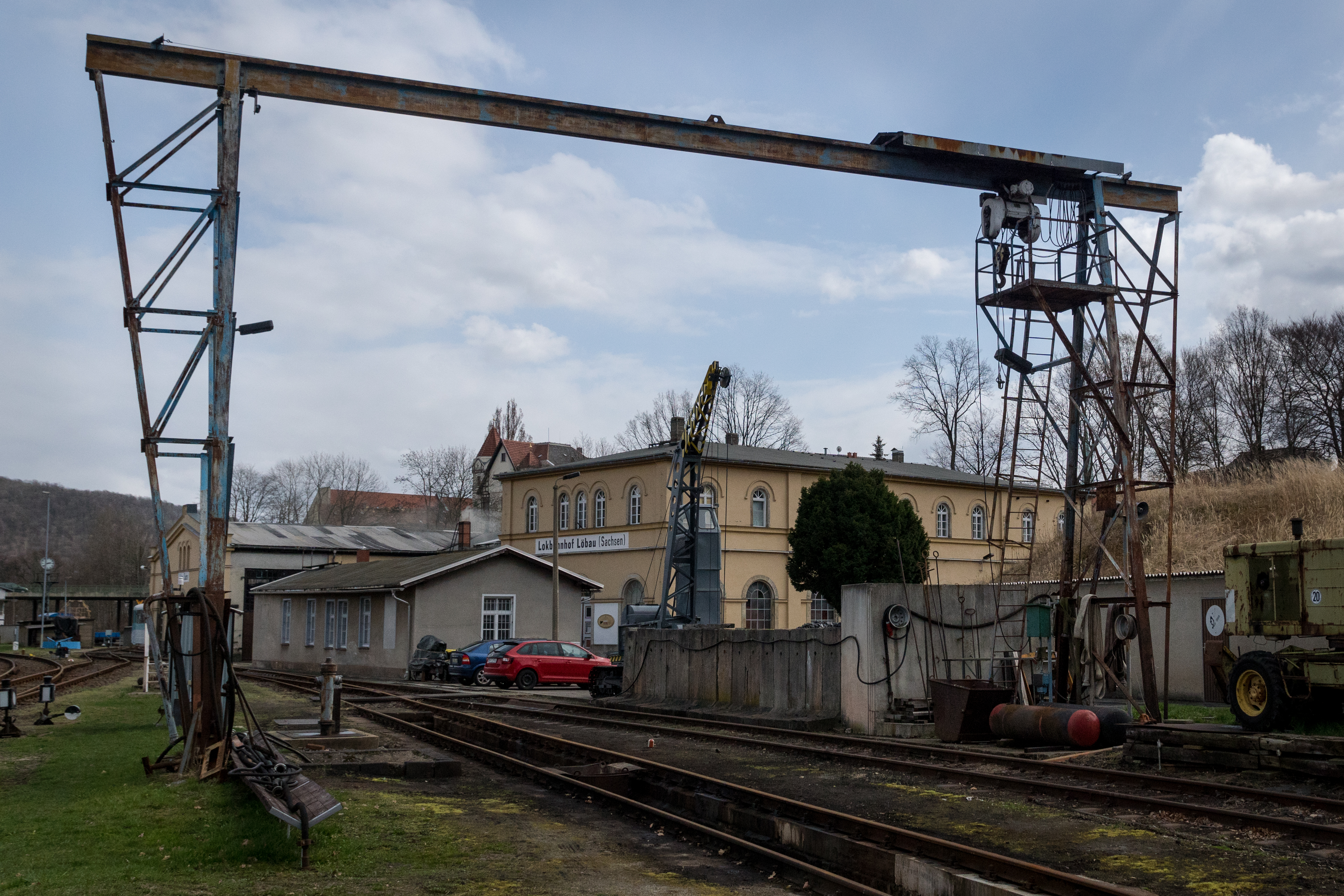
Der um 1960 errichtete Portalkran über dem Schlackekanal ist erhalten geblieben (Aufnahme 2021)

Nachdem in der neugegründeten DDR kaum Steinkohlevorkommen lagen, Braunkohle aber in großen Mengen zur Verfügung stand, wurde auch die Feuerung der Dampflokomotiven in Löbau auf Braunkohle und Braunkohlebriketts umgestellt. Ab 1. Januar 1955 gehörte die Lokeinsatzstelle Löbau zur neu gegründeten Reichsbahndirektion Cottbus und erhielt fortan auch wieder Steinkohlelieferungen aus Polen und später auch aus der Ukraine. Um 1960 wurden am südlichen Kohlegleis Modernisierungen vorgenommen. So wurde ein neuer Ausschlack-Kanal errichtet, welcher fortan mit maschineller Unterstützung entleert werden konnte. Der dazu errichtete Portalkran erstreckt sich über das Kohlegleis und ein ebenfalls neu angelegtes Stumpfgleis für den Schlacke-Wagen.

### Traktionswechsel und Niedergang
Der Traktionswechsel von Dampf- auf Diesellokomotiven kündigte sich in Löbau zuerst im Rangierbetrieb an. Bis 1969 standen hierfür vollständig Loks der Baureihen V 15, V 23 und V 60 zur Verfügung. Ab 1966 wurden die alten Länderbahnmaschinen der Baureihen 75, 91 und 94 ausgemustert. In Löbau wurden zu deren Ersatz Loks der Baureihe 86 aus umliegenden Bahnbetriebswerken zusammengezogen. 1968 wurden die Gleise vor dem Maschinenhaus komplett erneuert. Um 1971 wurde dem BW Bautzen mit 110 331 die erste Maschine der neuen Baureihe 110 zugeteilt. Bereits ein Jahr später wurde auf der Strecke Löbau–Radibor zwischen Löbau und Baruth der Eisenbahnverkehr eingestellt.

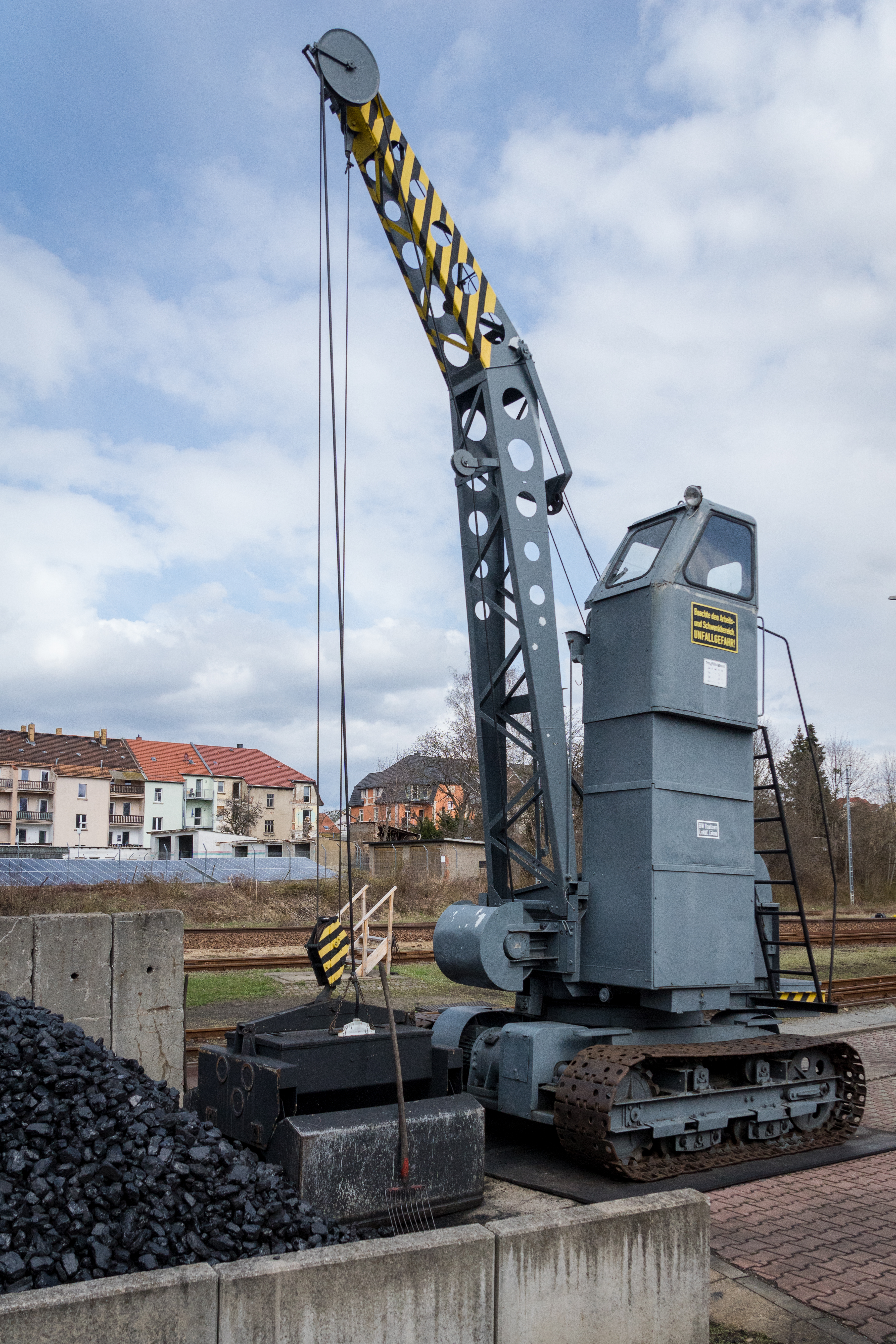
Den Ende der 1960er Jahre nach Löbau gekommene Raupendrehkran RK 3 nutzt der Verein auch jetzt noch zur Bekohlung von Dampflokomotiven (Aufnahme 2021)

Bis 1976 wurden auch die letzten Tenderdampflokomotiven der Baureihe 86 in Löbau durch Diesellokomotiven der Baureihe 110 abgelöst. Bis Januar 1978 wurden auch die in der Mittelhalle vorhandenen Wasserkräne ausgebaut. Dafür wurde eine Wasseraufbereitungsanlage für die Diesellokversorgung installiert. Eine Tankstelle für die Diesellokomotiven war bereits 1968 errichtet worden. Der in den 1930er Jahren für die Dieseltriebwagen angelegte Dieselbunker an der Südseite des Heizhauses wurde 1970 entfernt und verschrottet. Ebenfalls kurz nach 1968 wurde der Kohledrehkran durch einen heute noch vorhandenen Raupendrehkran ersetzt. Der Drehkran wurde im Jahr 1980 abgerissen.
Um das Maschinenhaus trotz des Wegfalls der Lokomotiven der Baureihe 86 weiterhin heizen zu können, wurde eine Heizlokomotive notwendig, welche über eine Hochdruckdampfleitung die Heizung des Gebäudes speiste. Der Anschluss für die Heizlok befand sich am inneren Stand des nördlichen Seitenflügels. Als Heizlok kam die Lokomotive 65 1057 aus Nordhausen nach Löbau. Ausgelöst durch die Ölkrise verblieben auch weiterhin Loks der Baureihen 52, 5280 und 5035 bei den oberlausitzer Bahnbetriebswerken und wurden so auch von Löbau aus im schweren Güterzugdienst eingesetzt. Erst mit der Zuführung von schweren Diesellokomotiven der Baureihe 1186-8 ab 1987 verschwanden auch die letzten Dampflokomotiven der Braureihe 5280 aus dem Planbetrieb. Am 14. Mai 1988 fand die Dampflok-Abschiedsfahrt des BW Bautzen auf der Strecke durch das Cunewalder Tal statt.
Nach der politischen Wende 1990 brachen Güter- und Personenverkehr drastisch ein, sodass auch der Bedarf an Lokomotiven zurückging. Im Maschinenhaus wurden lediglich noch Maschinen der Baureihen 112 und 118 für den Personenverkehr und Übergabezüge auf den von Löbau ausgehenden Nebenstrecken vorgehalten. Am 1. Januar 1994 ging die Deutsche Reichsbahn in der neu gegründeten Deutschen Bahn AG auf. Das Löbauer Maschinenhaus wurde noch bis September 1994 genutzt und dann geschlossen.

### Neubeginn als Vereinsdomizil
Am 24. Oktober 1994 überführte die DB AG die Museumslokomotiven 52 8080 und 52 8141 vom ehemaligen BW Bautzen in das Löbauer Maschinenhaus. Mit den Lokomotiven zogen auch der Verein Ostsächsische Eisenbahnfreunde e. V. und die Bahnsozialwerk-Freizeitgruppe Historische Lokomotiven Bautzen in das Gebäude ein. Im Jahr 2006 konnte der Verein das Gebäude und das umliegende Geländer von der DB AG kaufen. Ebenfalls 2006 wurde der Bahnhof Löbau teilweise zurückgebaut und an des ESTW angeschlossen. Einzige Zufahrt zum Maschinenhaus ist seitdem eine Weiche vom durchgehenden Richtungsgleis der GD-Linie nach Görlitz auf das ehemalige nördliche Kohlegleis.
Im März 2008 konnte das zwischen Maschinenhaus und der im Jahr 2000 über die Gleistrasse gebauten B178n verbliebene Reststück der seit 1997 nicht mehr befahrenen Strecke von Löbau nach Cunewalde an die Segmentdrehscheibe angebunden und somit für kleinen Fahrbetrieb, zum Beispiel Führerstandsmitfahrten, nutzbar gemacht werden. Das Maschinenhaus wurde bis 2010 aufwändig saniert.